# ريوما سوغيهارا
ريوما سوغيهارا (باليابانية: 杉原 龍馬) (مواليد 14 نوفمبر 1972)، هو لاعب كرة قدم سابق كان يلعب كحارس مرمى.

## وصلات خارجية
- ريوما سوغيهارا على موقع عالم كرة القدم.نت (الإنجليزية)